# Émile-Coriolan Guillemin
Pour les articles homonymes, voir Guillemin.
Émile Coriolan Guillemin, né le 16 octobre 1841 à Paris, où il est mort le 26 décembre 1907, est un sculpteur français.

## Biographie
Né le 16 octobre 1841 à Paris, Émile Guillemin étudie avec son père, Émile Marie Auguste Guillemin, et avec Jules Salmson. 
Il voyage en Afrique du Nord et dans le bassin méditerranéen où il répertorie les caractères anthropologiques des différentes cultures locales. Son art s'inscrit dans le mouvement de l'orientalisme.
Il se fait connaître comme sculpteur de bustes, statues et groupes. Il débute au Salon de 1870 avec deux plâtres de gladiateurs romains, Retaire et Mirmillon, dont les tirages en bronze sont acquis par l'État pour le château de Saint-Germain-en-Laye. Il exposera au Salon jusqu’à la fin des années 1890 et y envoie notamment une série de bustes de femmes orientales en bronze. Les représentations de fauconniers indiens, de jeunes filles turques et de courtisanes japonaises ont solidement établi sa réputation en tant que sculpteur orientaliste dès le milieu des années 1870. Guillemin collabore avec les grandes maisons éditrices d’art comme Barbedienne et Christofle.
Émile-Coriolan Guillemin meurt à Paris le 26 décembre 1907.
En 2008, sa paire de bustes en bronze de Femme kabyle d'Algérie et Janissaire du sultan Mahmoud II de 1884 s'est vendue pour 1 202 500 $ hors frais d'adjudication par la maison de vente aux enchères Sotheby's de New York.

## Œuvres dans les collections publiques
Canada
- Montréal, Musée des beaux-arts : Eliézer et Rébecca[4].

États-Unis
- Ocala, Appleton Museum of Art (en) : Cavalier arabe, vers 1900, bronze, en collaboration avec Alfred Barye[5].
- Stanford, Iris & B. Gerald Cantor Center for Visual Arts : Napoléon, statuette en bronze[6].
- Greenville, université Bob Jones : Rebecca donnant à boire au serviteur d'Abraham, vers 1870-1895, groupe en bronze[7].

France
- Paris :
  - musée du Louvre : paire de Mauresques (attribution), statues en bronze[8] ; Cheval arabe.
  - musée d'Orsay : L'Aurore, 1867, plaque en bronze doré ornant un bas d'armoire de Charles-Guillaume Diehl[9].